# Krakkó-płaszówi koncentrációs tábor
A płaszówi vagy krakkó-płaszówi koncentrációs tábor a Harmadik Birodalom egyik koncentrációs tábora volt a második világháború idején, amelyet az SS működtetett Płaszówban, Krakkó déli külvárosában, a megszállt Lengyelországban. A foglyok többsége lengyel zsidó volt. A fogvatartottak halálát a rendszeres kivégzések, a kényszermunka és a tábor rossz körülményei okozták. A tábort 1945 januárjában még azelőtt evakuálták, hogy a Vörös Hadsereg január 20-án felszabadította volna a területet.

## Története

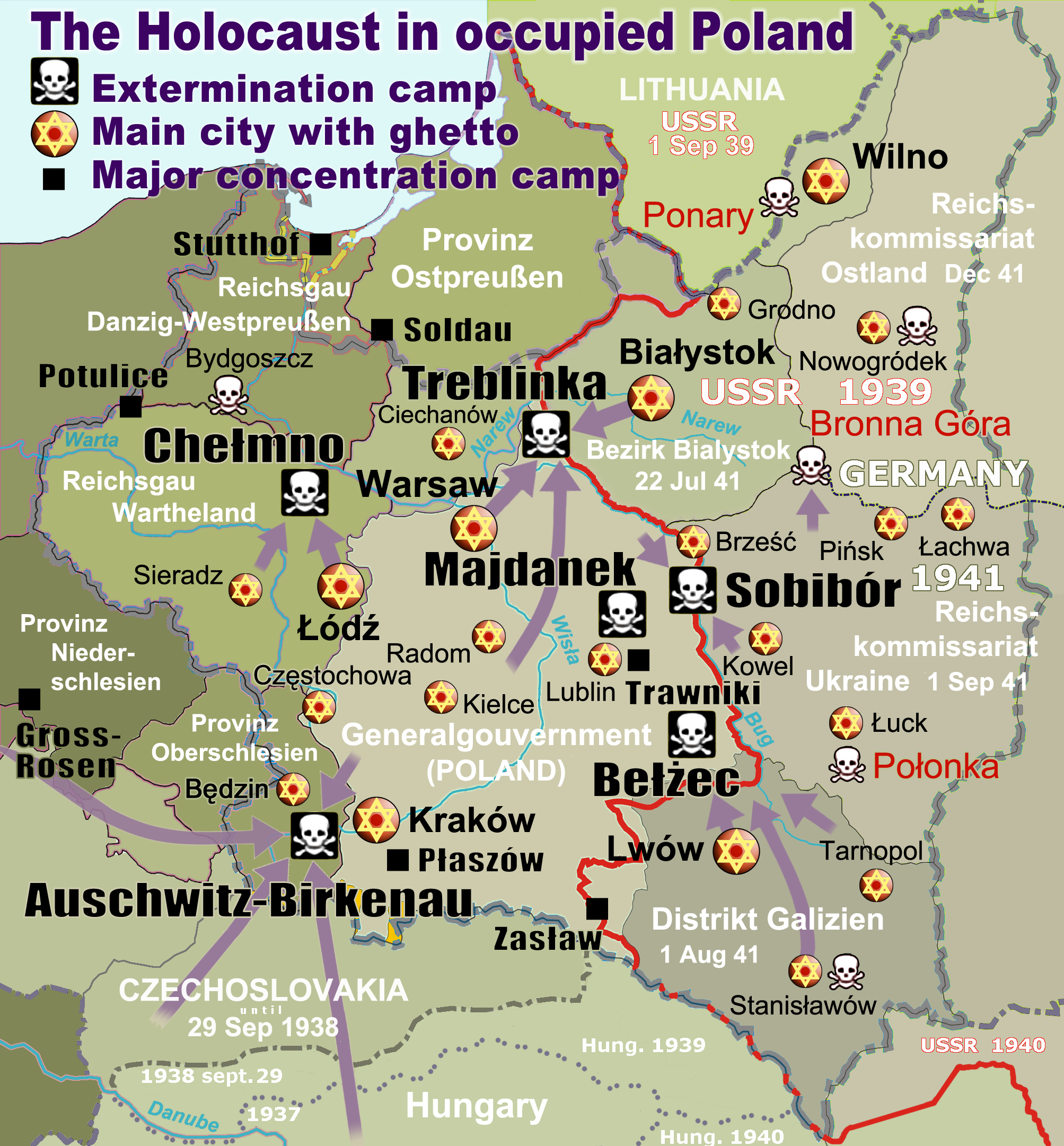
A náci német koncentrációs táborok a megszállt Lengyelországban (négyzetekkel jelölve)

Az eredetileg kényszermunkatábornak szánt płaszówi koncentrációs tábort két volt zsidó temető (köztük az Új zsidó temető) területén alakították ki. A tábor a krakkói gettó felszámolása után, amelyre 1943. március 13–14-én került sor, népesült be, miután a munkára alkalmas embereket ide szállították. 1943-ban a tábort kibővítették és integrálták a náci koncentrációs táborok rendszerébe mint fő tábort.

## A tábor működése

### Felépítése és funkciója
A krakkó-płaszówi koncentrációs tábort több körzetre osztották. Külön terület volt a tábor személyzete, a munkavégzések, a férfi foglyok, a női foglyok számára, valamint egy további felosztás a zsidók és a nem zsidók között. Noha a férfiak és a nők különváltak, mégis sikerült kapcsolatba lépniük egymással. Volt egy privát laktanya is a tábor zsidó rendőrségének és családtagjaiknak. Bár a tábor elsődleges feladata a kényszermunka volt, a tábor a fogvatartottak, valamint a kívülről behozott foglyok tömeges meggyilkolásának a helyszíne is lett. A fő célpontok az idősek és a betegek voltak. Nem voltak gázkamrák és krematóriumok, ezért a tömeggyilkosságokat lelövéssel hajtottak végre.

### Személyzete
Arnold Büscher, a tábor második parancsnokának vezetése alatt a foglyok nem tapasztaltak lövöldözést vagy akasztást. 1943-ra azonban a tábor már a rettegésről volt híres. A tábori parancsnok ekkor Amon Göth bécsi SS-parancsnok volt. Szadista volt a foglyokkal való bánásmódban és meggyilkolásukban. „Tanúk szerint soha nem kezdte volna el a reggelijét anélkül, hogy legalább egy embert ne lőtt volna le.” A tábori parancsnokként töltött első napján megölt két zsidó rendőrt, és minden tábori rabnak néznie kellett. 1943. március 13-án ő felügyelte a közeli krakkói gettó felszámolását, és a munkaképesnek ítélt zsidó lakosokat a táborba kényszerítette. Akiket munkaképtelennek nyilvánítottak, azokat vagy Auschwitzba küldték, vagy a helyszínen lelőtték. Az embereknek azt mondták, hogy hagyják magukra gyermekeiket, mert gondozni fogják őket. A valóságban valamennyiüket egy árvaházba vitték és végeztek velük. Mások bebújtatták gyermekeiket a táborba. Ha egy fogoly megpróbált elmenekülni a táborból, Göth büntetésként 10 foglyot lőtt le. Ha nem tetszett neki egy fogoly arckifejezése, a német dogjaival intéztette el őket. Az általa irányított személyzet többnyire nem német volt. A tagok 206 ukrán SS-tagból, akik a Trawniki táborból érkeztek, 600 SS-Totenkopfverbände (halálfejes) németből (1943–1944) és néhány SS-nőből álltak, köztük volt Gertrud Heise, Luise Danz és Alice Orlowski.
A női őrök ugyanolyan brutálisan bántak a foglyokkal, mint a férfiak: "Amikor Płaszówban berakodtunk a vonatra, egy SS-nő megütötte a fejemet. Olyan gonoszak, brutálisak és szadisták voltak, mint a férfiak. Úgy gondoltam, hogy mivel ők is nők, kedvesebbek lesznek, megdöbbentett. De természetesen néhány kövér, nagy és csúnya volt."
A tábor személyzete zsidó rendőröket is toborzott. A szokásos vizes levessel szemben dupla adag sűrű levessel látták el őket, és egy teljes vekni romlatlan kenyérrel. Az előnyök azonban azzal jártak, hogy a náciktól kapott ostorokkal kellett bántalmazniuk a többi fogvatartottat.
1944. szeptember 13-án Göth-öt felmentették tisztségéből, és az SS vád alá helyezte a – náci jogszabályok szerint az államot illető – zsidó vagyon eltulajdonításával, az általa megbízott foglyok megfelelő élelmezésének elmulasztásával, a koncentrációs tábor szabályainak megsértésével, amely a fogvatartottak bánásmódjára és büntetésére vonatkozott, illetve vádpontként szerepelt, hogy a foglyok és az altisztek számára lehetőséget biztosított a tábor személyi nyilvántartásához való hozzáférésre. A tábor adminisztrációját Arnold Büscher SS-Obersturmführer vállalta. Javította a fogvatartottak étrendjét azáltal, hogy engedélyezte a tojást, a cukrot és a tejport.

### Fogvatartott áldozatok

#### Élet a táborban

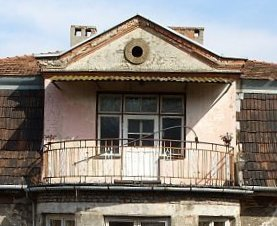
Amon Göth villájának erkélye Płaszówban. Noha Göth könyörtelen volt és lelőtte a foglyokat, ezt az erkélyéről nem tehette meg, mivel a terep és a tábori infrastruktúra kiépítése ezt nem tette lehetővé. Máshonnan viszont vadászott emberekre, s ezt a szándékát tiroli kalapjával jelezte. Ez segítette a tapasztalt foglyokat a menekülésben és az elrejtőzésben.

A tábor Arbeitslager („munkatábor”) volt, amely kényszermunkásokkal látott el számos fegyvergyárat és egy kőbányát. A foglyok többsége lengyel zsidó volt. A nők és a gyermekek aránya magas volt a többi táboréhoz képest. A magyar foglyok nagy része nő volt. A táborban a halálozási arány nagyon magas volt. Sok rab tífuszban, az éhezéstől és a kivégzések következtében halt meg. Mivel a munkaeszközöket a férfiaknak tervezték, a nőknek alacsonyabb volt az esélyük a túlélésre. A płaszówi tábor különösen hírhedt lett mind az egyéni, mind a Hujowa Górkán végrehajtott tömeges kivégzés szempontjából: ez utóbbi egy, a táborhoz közel fekvő nagy domb, amelyet általában kivégzésekre használtak. Körülbelül 8000 haláleset történt a tábor kerítésén kívül, ahova körülbelül hetente háromszor-négyszer vittek új foglyokat. Reggel megérkeztek a fedett teherautók Krakkóból. Az elítélteket a Hujowa Górka domboldal árkába vezették, levetkőztették és azt parancsolták nekik, hogy meztelenül álljanak, majd végül lelőtték őket. A tömeges agyonlövések során a többi rabot arra kényszerítették, hogy azokat végignézzék. 1944 elején az összes holttestet exhumálták és egy máglyán elégették, hogy eltüntessék a tömeggyilkosság bizonyítékait. A tanúk később azt vallották, hogy 17 teherautónyi emberi hamut szedtek ki az elégetés helyszínéről, és szórtak szét a területen.
Bár az étel kevés volt, a tetszőleges számú zlotyval rendelkező fogvatartottak extra ételeket vásárolhattak. Élelmiszer-kereskedelmi rendszer is kialakult. Például két adag leves egyenlő volt egy fél kenyérrel.
Amikor Göth értesítést kapott egy új fogolyszállítmányról, deportálásokat intézett Auschwitzba. 1944. május 14-én Göth elrendelte, hogy minden gyermeket az „óvodába” kell küldeni. Ez a május 15-i Auschwitzba történő deportálás előfutárának bizonyult, ahol a gyerekeket mind elgázosították.
Göth a tömeges gyilkosságokkal és kivégzésekkel kapcsolatos dokumentumokat az SS magas rangú női tagjára, Alice Orlowski Kommandoführerinre bízta. Ezeket az iratokat a háború végéig megőrizte, majd állítólag megsemmisítette. Orlowski korbácsolásáról volt híres. A gyülekezők alatt végigjárta a nők sorait és ostorával ütötte őket.

#### Külső segítség
A foglyok bizonyos mértékben támaszkodhattak külső segítségre is. A németek által tolerált csoport, a Jüdische Unterstützungsstelle táplálékkal és orvosi segítséggel látta el a rabokat. A Zehnerschaft egy nőkből álló csoport volt, amely szintén támogatta a fogvatartottakat. A Lengyel Jóléti Szervezet ételt küldött a lengyel foglyoknak, és néhányuk megosztotta azt  a zsidó társaival. Voltak olyan egyének is, mint Stanislaw Dobrowolski, a Zsidó Segélyek Tanácsának (Żegota) krakkói kirendeltségének vezetője, és Tadeusz Pankiewicz, egy híres gyógyszerész is, aki segítette a foglyokat.

#### Büntetések
Göth és a tábor személyzete különféle cselekedetek miatt büntette a fogvatartottakat. Bármely szabotázsként felfogott tett, például tárgyak csempészése a táborba, parancsok be nem tartása vagy egy plusz ételdarab elrejtése ruhában, bűncselekménynek számított, amelyet halállal büntettek. A foglyokat figyelmeztették arra, hogy ha megpróbálnak elmenekülni, családjuk minden tagját, sőt másokat is megölnek. A gyilkolás módjait tekintve az akasztással történő halál volt az egyike a Göth által kedvelt módszereknek. Bevett büntetés volt az is, hogy huszonöt korbácsütést mértek a bűnösnek ítélt fogvatartott ülepére.

#### A foglyok reményei
Bár a foglyok mindennapi életét a félelem és az éhezés uralta, a túlélésre is volt némi reményük. Az orosz előretöréssel kapcsolatos szóbeszéd, amely a tábor felszabadulásához vezethetett, mindig jelen volt a foglyok körében. Oskar Schindler, az 1200 Schindler-zsidót megmentő náci párt tagja is kulcsfontosságú személy volt. Míg a foglyok mindig féltek az Auschwitzba történő transzportoktól, az egyik reményük mindig a csehszlovákiai Brünnlitzi munkatáborba való szállítás volt. Itt volt Oskar Schindler zománcárugyára. Schindler arról volt ismert, hogy együttérzést mutatott a zsidók iránt. Soha nem ütött meg senkit, mindig kedves volt, és gyakran mosolygott a dolgozóira. A Schindlernél dolgozók rokonai és barátai nagyobb esélyt kaptak arra, hogy őket is felvegyék arra listára, amellyel a biztonságosabb zománcárugyárba kerülhettek.

#### A bizonyítékok elrejtése
1944 júliusában és augusztusában számos foglyot az auschwitzi, a stutthofi, a flossenbürgi, a mauthauseni és más táborokba deportáltak. 1945 januárjában a megmaradt fogvatartottak és a tábor személyzete az utolsó Auschwitzba tartó halálmenettel hagyták el a tábort. Több női SS-őr volt az őket kísérő csoport része. A menetet túlélők közül sokakat érkezéskor megöltek. Amikor a nácik rájöttek, hogy a szovjetek Krakkóhoz közelednek, teljesen eltüntették a tábort, csak egy üres mező maradt a helyén. Az összes holttestet, amelyet korábban különböző tömegsírokba temettek, a helyszínen exhumálták és elégették. Amikor 1945. január 20-án megérkezett a Vörös Hadsereg, csak egy kopár földet talált.

### Utóhatás
A fogvatartottak és meggyilkolt emberek száma becsléseken alapszik, mivel a foglyok nyilvántartása megsemmisült a tábor felszámolása során. Kevés háború utáni per folyt a Krakkó-płaszówi koncentrációs táborban elkövetett bűncselekmények ügyében. Az egyik kivétel Göth tárgyalása és az azt követő halálos ítélet volt. A nyugatnémet ügyészek az 1950-es évek végéig vizsgálták a bűncselekményeket.

## Emlékezete
Az egykori tábor helyén ma gyéren erdős dombokat és mezőket találunk. Ezen a területen egy nagy emlékművet állítottak az összes áldozat részére, és két kisebb emlékművet (az egyiket a zsidó áldozatoknak, a másikat a magyar zsidó áldozatoknak). A zsidó temető, ahonnan a nácik eltávolították az összes síremléket, a tábor keleti végén, a Szürke ház (a táborhoz tartozó utolsó megmaradt épület) közelében, a domb oldalán áll. Amon Göth egykori villája is fennmaradt. A közelben áll egy másik emlékmű is, amelyet a (nem zsidó) lengyel foglyok 1939-es első kivégzésének emlékére állították.
A tábor egyik változata szerepel a Schindler listája (1993) című filmben, amely Oskar Schindler életéről szól. Mivel Płaszów területe ma természetvédelmi terület, Steven Spielberg a tábor másolatát a libani kőfejtőben építtette fel, néhány száz méterre az eredeti helyszíntől.

Minden év márciusának közepén megrendezésre kerülő Emlékezés Menetének befejező pontja a holokauszt áldozatai iránti tisztelet kinyilvánítása.

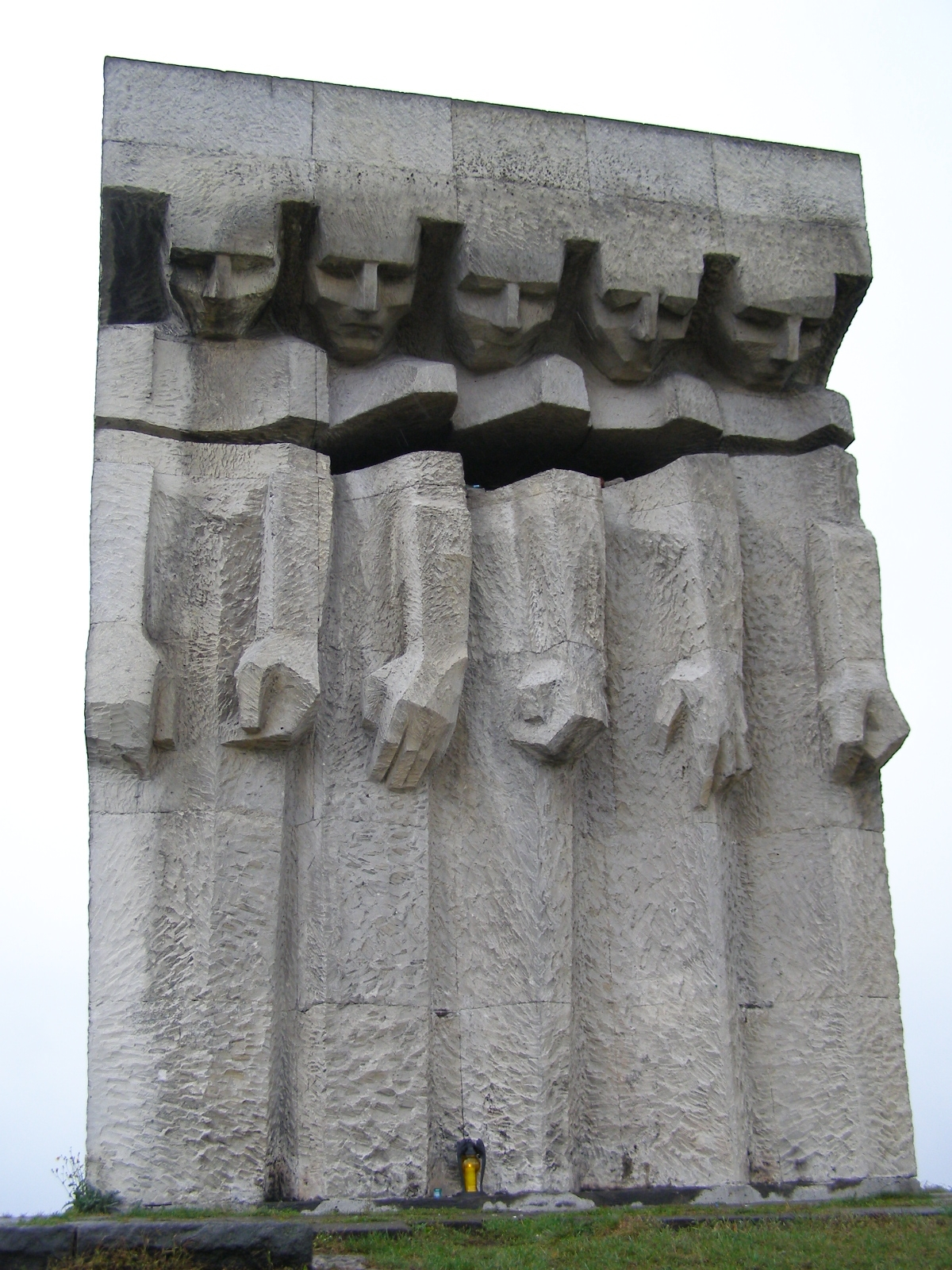
Płaszów-i Emlékmű (felállítva: 1964)
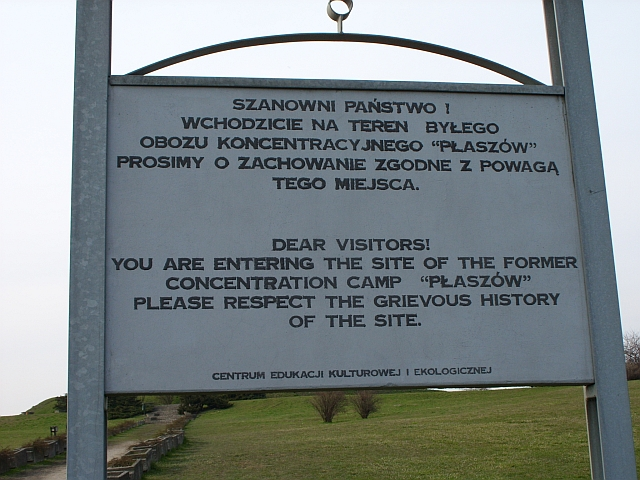
Tájékoztató tábla a Płaszówi tábor emlékhelyének főbejáratánál.

## Fordítás
- Ez a szócikk részben vagy egészben  a   Kraków-Płaszów concentration camp című angol Wikipédia-szócikk ezen változatának fordításán alapul.  Az eredeti cikk szerkesztőit annak laptörténete sorolja fel. Ez a jelzés csupán a megfogalmazás eredetét és a szerzői jogokat jelzi, nem szolgál a cikkben szereplő információk forrásmegjelöléseként.

## További irodalom
- Voices on Antisemitism. Interjú Helen Jonas-szal Archiválva 2019. május 9-i dátummal a Wayback Machine-ben az Egyesült Államok Holokauszt Emlékmúzeumából

## Külső hivatkozások
- Náci koncentrációs táborok a YouTube-on